# Педагогический институт имени П. Г. Шелапутина
Педагогический институт имени П. Г. Шелапутина (1911—1917) — высшее учебное заведение Российской империи, созданное на частные средства промышленника П. Г. Шелапутина.

## История института
Педагогический институт имени П. Г. Шелапутина (1911—1917) — высшее учебное заведение Российской империи. 
В 1911 году в Москве на средства промышленника П. Г. Шелапутина по высочайше утверждённому проекту, представленному министром народного просвещения А. Н. Шварцем, было учреждено высшее учебное мужское заведение (Педагогический институт им. П. Г. Шелапутина).  Институт состоял в ведении Министерства народного просвещения, подчинялся попечителю Московского учебного округа. Управление институтом осуществлялось директором, правлением и педагогическим советом при участии почётного попечителя. 
Здания Педагогического института имени  П. Г. Шелапутина (1911) и реального училища имени Анатолия Шелапутина были построены на территории примыкающей к ранее построенному (1901) зданию мужской гимназии имени Григория Шелапутина (1901). Все эти здания были выстроены по проекту архитектора Р. И. Клейна.
Директором в ноябре 1911 года был назначен историк А. Н. Ясинский.
В институт принимались юноши, окончившие курс в одном из высших учебных заведений. Срок обучения — 2 года. Институт состоял из отделений: русского языка и словесности; древних языков; русской и всеобщей истории; математики, физики и космографии; естествознания; химии и географии. Занятия делились на общие для всех слушателей и специальные - по отдельным предметам средней школы. Изучался сравнительно широкий круг психолого- педагогических и философских наук: логика, общая и педагогическая психология, общая педагогика и история педагогики, школьная гигиена, частные методики. Преподавались также физические упражнения и факультативно - музыка и пение. В составе института был педагогический музей. Основной базой учебно-практических работ студентов являлись мужская гимназия имени Григория Шелапутина и реальное училище имени Анатолия Шелапутина при Педагогическом институте.
Институт имел хорошо оборудованные учебные кабинеты, педагогический музей. Оригинальной формой взаимодействия учебного заведения с окончившими его воспитанниками были ежегодные педагогические съезды (1914, 1915 и 1916 годы). В 1912—1916 годах выходили «Известия педагогического института» под редакцией А. Н. Ясинского (всего 7 выпусков).
До 1917 года состоялось 4 выпуска (всего 95 человек). Среди выпускников — видные учёные-педагоги, профессора И. К. Андронов, В. И. Лебедев, И. В. Устинов.

### После 1917 года
Институт был неоднократно реорганизован:
- Академия социального воспитания (1917—1923)
- Академия коммунистического воспитания имени Н. К. Крупской (1923—1934)
- Коммунистический педагогический институт имени Н. К. Крупской (1934—1942)

## Персоналии
- См. Категория:Выпускники Педагогического института имени П. Г. Шелапутина
- См. Категория:Преподаватели Педагогического института имени П. Г. Шелапутина